# L. J. Figueroa
Lionel Jr. Figueroa Mercado (Lawrence (Massachusetts); 28 de marzo de 1998) es un jugador de baloncesto estadounidense con nacionalidad dominicana que actualmente forma parte de la plantilla del Aris Salónica BC de la A1 Ethniki. Su posición es alero. Es internacional con la Selección de baloncesto de la República Dominicana.

## Trayectoria
Nacido en Lawrence (Massachusetts), Figueroa comenzó su carrera en Notre Dame Cristo Rey High School y en la Lawrence High School de su ciudad natal, además de la Oldsmar Christian School en Orlando, Florida hasta 2017, fecha en la que ingresó en el Odessa College de Orlando, Florida donde jugó durante la temporada 2017-18. 
En 2018, ingresa en la Universidad St. John's, situada en Queens, Nueva York, donde jugaría durante dos temporadas la NCAA con los St. John's Red Storm, desde 2018 a 2020.
En 2020, ingresa en la Universidad de Oregón, donde jugaría durante la temporada 2020-21 en la NCAA con los Oregon Ducks.
Después de no ser seleccionado en el draft de la NBA de 2021, Figueroa se unió a los Dallas Mavericks para jugar la NBA Summer League.
En agosto de 2021, firmó con los Leones de Santo Domingo de la Liga Nacional de Baloncesto de República Dominicana, con el que lograría ganar el Campeonato.
El 13 de octubre de 2021, Figueroa firmó con los Golden State Warriors. Sin embargo, fue dado de baja su contrato tres días después. En octubre de 2021, Figueroa se incorporó a los Santa Cruz Warriors de la NBA G League. 
El 8 de octubre de 2022, Figueroa firmó con Los Angeles Lakers, pero fue dado de baja su contrato dos días después.
El 22 de octubre de 2022, Figueroa firmó con los South Bay Lakers de la NBA G League.
El 2 de abril de 2023 Figueroa firmó con los Grises de Humacao de la Baloncesto Superior Nacional puertorriqueña.
El 27 de julio de 2023, firma por el ratiopharm Ulm de la Basketball Bundesliga.
El 4 de agosto de 2024, firma por el Club Basquet Coruña de la Liga Endesa.
El 26 de diciembre de 2024, rescinde su contrato con el Club Basquet Coruña y firma por el Aris Salónica BC de la A1 Ethniki por lo que resta de temporada.

### Internacional
En 2016, Figueroa representó a la República Dominicana en el Campeonato FIBA Américas Sub-18, promediando 14,6 puntos y 5,2 rebotes por partido. Jugó con la Selección de baloncesto de la República Dominicana en los Juegos Panamericanos de 2019.